# Italo disco
Italo disco er en bred betegnelse for en undergenre af dance-musikken, som opstod i starten af 1980'erne i Italien, Tyskland, Spanien og andre dele af Europa. I 1980'erne blev betegnelsen 'Italo disco' brugt i Europa til at beskrive alle ikke-britiske dance-produktioner, inklusive nogle canadiske.
Teknisk set var Italo disco blot 80'ernes udgave af Eurodisco. Betegnelsen 'Eurodisco' refererer i dag til al discomusik, der blev produceret i Europa i løbet af 70'erne og 80'erne.

## Udvalgte Italo disco kunstnere
- Baltimora
- Den Harrow
- Elvin
- Fun Fun
- Gazebo
- Laura Branigan
- Righeira
- Ryan Paris
- Sabrina
- Scotch
- Spagna
- Taffy
- Trans X
- Kano
- Novo Band
- Cliff Turner

## Udvalgte Italo disco-hits i Danmark
- 1983 – Gazebo: "I Like Chopin"
- 1983 – Ryan Paris: "Dolce Vita"
- 1983 – Righeira: "Vamos a la Playa"
- 1983 – P.Lion: "Happy Children"
- 1984 – My Mine: "Hypnotic Tango"
- 1984 – Laura Branigan: "Self Controll"
- 1984 – Sandy Marton: "People From Ibiza"
- 1984 – Numero Uno: "Tora Tora Tora" (fra Nederlandene men dog italiensk sound)
- 1984 – Winder: "Run For Love" (skrevet af danskeren Carsten Lehn)
- 1984 – The Flirts: "Helpless"
- 1984 – Scotch: "Disco Band"
- 1985 – Den Harrow: "Mad Desire"
- 1985 – Valerie Dore: "The Night"
- 1985 – Silver Pozzoli: "Around My Dream"
- 1985 – Baltimora: "Tarzan Boy"
- 1987 – Spagna: "Call Me"
- 1987 – Sabrina: "Boys (Summertime Love)"